# Llac Correntoso
El llac Correntoso es troba al Parc Nacional Nahuel Huapi, a la ciutat de Villa La Angostura, província del Neuquén, Argentina.
Té la seva entrada per la ruta internacional 231 i està envoltat pel Cerro Belvedere entre d'altres.
L'aigua d'aquest llac prové del llac Espejo, mitjançant el riu Ruca Malen, i les seves aigües van al llac Nahuel Huapi mitjançant el Riu Correntoso.

## Característiques
El mirall d'aigua que forma aquest llac, d'un color verd-blavós, té aproximadament 27 km². Està emmarcat en una cadena muntanyosa d'espectacular bellesa i té aigües amb una temperatura més alta que el Nahuel Huapi.